# SK VŠCHT Praha
SK VŠCHT Praha (Sportovní klub vysoké školy chemicko-technologické Praha, z.s.) je sportovní klub Vysoké školy chemicko-technologické v Praze. Klub je registrován jako občanské sdružení a sdružuje převážně studenty a pedagogy VŠCHT. V současné době sdružuje celkem 8 oddílů v různých sportovních odvětvích.

## Historické názvy
- VŠTJ Chemie Praha
- VSK Chemie Praha
- SK VŠCHT Praha

## Oddíly
- bojové sporty
- floorbal
- lyžování
- orientační běh
- softball
- squash
- turistika